# Rhadinopsylla bureschi
Rhadinopsylla bureschi är en loppart som beskrevs av Jordan 1929. Rhadinopsylla bureschi ingår i släktet Rhadinopsylla och familjen mullvadsloppor. Inga underarter finns listade i Catalogue of Life.